# Médium (musique)
Pour les articles homonymes, voir Médium.
En musique, le médium désigne la zone des moyennes fréquences, intermédiaire entre le grave et l'aigu.

## Référence
Le médium est une notion relative, qui s'apprécie en référence à un ambitus particulier : il n'existe pas d'absolu dans ce domaine, et aucune frontière précise vient séparer le médium de l'aigu ou du grave.
Par exemple, « une musique utilisant le médium de la voix ».
L'ambitus pris comme référence peut être la totalité des fréquences perceptibles par l'oreille humaine.
Par exemple, on dira que le do 3 — au-dessous de la portée en clé de sol, ou au-dessus de la portée en clé de fa, ou plus simplement, le do de la clé d'ut — est le « do du médium », et ce, quelle que soit l'étendue prise en considération.

## Instruments de musique
Le plus souvent, cependant, l'ambitus en question est l'étendue particulière d'un instrument de musique, d'une voix, d'une partie musicale ou d'une portée.
Par exemple, on dira que le médium d'un contrebasson et le médium d'un violon ne correspondent absolument pas aux mêmes notes.
Concernant certains instruments à vent — cuivres (trompette, trombone, cor d'harmonie, etc.) ou bois (flûte, clarinette, saxophone, etc.) — le médium peut désigner plus précisément un registre particulier (par opposition aux registres « grave », « aigu », et parfois, suraigu), c'est-à-dire, un certain nombre de hauteurs consécutives possédant les mêmes caractéristiques de sonorité et exigeant la même technique.